# Liste der Kulturdenkmale in Bahrenhof
In der Liste der Kulturdenkmale in Bahrenhof sind alle Kulturdenkmale der schleswig-holsteinischen Gemeinde Bahrenhof (Kreis Segeberg) aufgelistet (Stand: 10. März 2025).

## Legende
In den Spalten befinden sich folgende Informationen:
- Objekt-ID: die Nummer des Kulturdenkmales
- Lage: die Adresse des Kulturdenkmales und die geographischen Koordinaten. Kartenansicht, um Koordinaten zu setzen. In der Kartenansicht sind Kulturdenkmale ohne Koordinaten mit einem roten Marker dargestellt und können in der Karte gesetzt werden. Kulturdenkmale ohne Bild sind mit einem blauen Marker gekennzeichnet, Kulturdenkmale mit Bild mit einem grünen Marker.
- Offizielle Bezeichnung: Bezeichnung des Kulturdenkmales
- Beschreibung: die Beschreibung des Kulturdenkmales
- Bild: ein Bild des Kulturdenkmales

## Sachgesamtheiten
| Objekt-ID | Lage                                         | Offizielle Bezeichnung | Beschreibung | Bild |
| --------- | -------------------------------------------- | ---------------------- | --- | ---- |
| 44321     | Dorfstraße 10 (53° 52′ 41″ N, 10° 22′ 46″ O) | Elisenhof              | Elisenhof; 1863, 1908; östlich des ehem. Guts Bahrenhof gelegener Dreiseithof, Ensemble aus Wohnhaus, ehem. Pferdestall, ehem. Kuhstall, Einfriedung und Hofallee - Begründung: geschichtlich, städtebaulich, Kulturlandschaft prägend - Schutzumfang: Wohnhaus mit Hofallee und Einfriedung, ehem. Pferdestall, ehem. Kuhstall | BW   |

## Bauliche Anlagen
| Objekt-ID | Lage                                         | Offizielle Bezeichnung | Beschreibung | Bild |
| --------- | -------------------------------------------- | ---------------------- | --- | ---- |
| 39805     | Dorfstraße 10 (53° 52′ 40″ N, 10° 22′ 44″ O) | Wohnhaus               | Wohnhaus; 1863; zweigeschossiger Massivbau mit Satteldach und übergiebeltem Mittelrisalit, mit Einfriedung und Hofallee - Begründung: geschichtlich, städtebaulich, Kulturlandschaft prägend - Schutzumfang: Wohnhaus, Hofallee, Einfriedung - Denkmaltyp: Bauliche Anlage, Sachgesamtheit: Elisenhof | BW   |

## Quelle
- Liste der Kulturdenkmale in Schleswig-Holstein – Kreis Segeberg

- Karte mit allen Koordinaten:
- OSM |
- WikiMap